# ألان يومانس
ألان جيمس يومانس (من مواليد 3 أكتوبر 1931، في سيدني، أستراليا)، والده ب.أ. يومانس وأمه ريتا يومانس. وهو مزارع ومهندس تصميم ومؤلف ومحاضر ومخترع. جادل يومانس بأنه يمكننا السيطرة على الاحتباس الحراري والمناخ وإعادة أنظمة الطقس إلى وضعها الطبيعي بتكلفة زهيدة مع تحسين ثروتنا ومستوى معيشتنا في نفس الوقت.

## النشأة والتعليم
التحق بالمدارس الابتدائية في عدّة مدن تشتهر بتعدين الذهب في جميع أنحاء شرق أستراليا، ثم التحق بمدرسة سكوتس في سيدني لإتمام الدراسة الثانوية. التحق بجامعة سيدني ودرس الهندسة والفيزياء تحت إشراف الأستاذ هاري ميسيل. ترك الجامعة وعمل في صنع الزلاجات المائية. أكمل بعد ذلك أول دورة دراسات عليا على الإطلاق في الحوسبة باستخدام حاسوب سيلياك. كان الحاسوب سيلياك هو الوحدة الشقيقة «للحاسوب الفائق» الجديد إيللياك في جامعة سيدني الذي تم تطويره في جامعة إلينوي. في جامعة سيدني، أكمل أيضًا دورة الدراسات العليا في الطاقة النووية والنظائر المشعة. ثم انضم إلى شركة العائلة، حيث كان يعمل بشكل أساسي في مجال التعدين المفتوح للفحم. عام 1952، بدأ مع والده يومانز تصنيع محراث جراهام هويم إزميل. وهكذا كانت أستراليا هي الدولة الثانية فقط في العالم التي تنتج هذه الأنواع. كان الدور الرئيسي لألان يومانس هو تصميم المعدات. بدأ عمله الخاص في عام 1957، في البداية بتصنيع الأثاث. أصبح كرسي الموز الخاص به كلمة مألوفة في أستراليا. كما قام بإعداد وإنتاج أريكة استرخاء في لوس أنجلوس عام 1961.

## كيلاين والمحاريث
وقد شارك عن كثب في تطوير نظام الزراعة الخاص بوالده كيلاين وكان له دور فعال في تسمية النظام «كيلاين». والده يومان باع أعمال المحراث الإزميل في عام 1964 وفُرضت قيود على كل من الأب والابن لمنع مشاركتهما في الآلات الزراعية لفترة محددة. في عام 1980، اشترى شركة تصنيع زراعية شبه منتهية في وسط نيو ساوث ويلز وانتقل إلى فوربس، حيث التقى بزوجته الثانية كريس وتزوجها. تم تعليق مفهوم المحراث تحت التربة، وهو الجيل الثاني من المحراث الإزميل الذي تم تطويره قبل بيع الشركة العائلية، تمت إعادة تطويره في النهاية. تم نقل العملية إلى كوينزلاند في عام 1990 وتواصل شركته تصنيع وتطوير هذا الجيل الثاني من المحراث الإزميل. تم تسليم الوحدات للمزارعين ذوي التوجه العضوي والمستدام في جنوب إفريقيا وجنوب شرق آسيا وأوروبا والأمريكتين.

## بناء
في عام 1960 أصبح أيضًا منشئًا وقام ببناء عدة مئات من المنازل، إلى جانب أول مبنى سكني رئيسي حديث مرتفع في أستراليا، في أوائل الستينيات. المبنى هو «كولبروك» في دبل باي، سيدني، ويحتوي على مائة وثمانية عشر شقة وتسعة عشر طابقًا.

## الطائرات
أنتج أدوات الطائرات لشركة كانتاس والقوات الجوية الملكية الأسترالية، وأجرى بحثًا سريًا للبحرية الملكية الأسترالية، وبنى مكونات سفن صغيرة ومعدات نقل للجيش الأسترالي. لقد سجل عدة آلاف من الساعات في سباقات الطائرات الشراعية، وهي رياضة حصل فيها على تصنيف كبير للمدربين. في عام 1968 كان أول شخص يعبر الجبال الزرقاء الأسترالية على متن طائرة شراعية. يقود الطائرات الخفيفة والمروحيات والجيروكوبتر وأيضًا خفيفة للغاية حيث حصل على تصنيف مدرب الطيران الأول. وهو خبير أرصاد مختص وعمل مستشارًا للأرصاد الجوية ومحدّدًا للمهام في مسابقات الطائرات الشراعية الوطنية في أستراليا.
في عام 2012 عن عمر يناهز 81 عامًا، شارك في الألعاب البهلوانية واشترى طائرته الهوائية ثنائية السطح الخاصة بمنافسة افيات بيتس سبيشل إس 2 بي. وقد شارك الآن في ثلاث منافسات آخرها كانت مسابقة ولاية نيو ساوث ويلز لعام 2016 حيث تنافس في فئة رياضي.للدولة. في سن 85، يعتبر أحد أقدم الطيارين البهلوانيين في العالم.

## الاحتباس الحراري وتغير المناخ
بدأ في تجميع المعلومات وتحذير الناس في المحادثات والمحاضرات حول ظاهرة الاحتباس الحراري في منتصف إلى أواخر الثمانينيات. كتابه «الأولوية الأولى-معًا يمكننا التغلب على ظاهرة الاحتباس الحراري» نتج عن تلك الإجراءات. يعتمد الكتاب بشكل كبير على خبرته في تحسين خصوبة التربة والأرصاد الجوية. في عام 1990، كان هو الوحيد من غير الأمريكيين المدعوين للحضور والمشاركة في «مركز أبحاث» لمدة ثلاثة أيام واثنين وعشرين شخصًا لتحديد مستقبل الزراعة في الولايات المتحدة. تم عقده في معهد إيسالن في بيج سور، كاليفورنيا. وأسفر عن إعلان أسيلومار بشأن الزراعة المستدامة. في هذا المؤتمر قدم ورقة بعنوان «حل زراعي لتأثير الاحتباس الحراري» اقترح فيه المفهوم الجديد لامتصاص الكربون الموجود في الغلاف الجوي في التربة عن طريق لمستويات خصوبة التربة. أصبح هذا المفهوم مقبولًا دوليًا وأصبح المبادئ الأساسية للمنظمة، مزارعو الكربون في أمريكا.
اعتمد مفهومه لعزل ثاني أكسيد الكربون في الغلاف الجوي عن طريق تعزيز خصوبة التربة، اعتبارًا من عام 2010 ، كسياسة من قبل أحزاب المعارضة الفيدرالية الأسترالية. يؤيد آلان يومانس بقوة التبني الشامل للطاقة النووية للطاقة الصناعية. وهو يدعو إلى التحول إلى الوقود الحيوي لجميع وسائل النقل، وأن يتم إنتاجها في ما يُعرف حاليًا بالغابات الاستوائية المطيرة.يجادل بأنه ليس لدينا بدائل عملية آمنة أخرى. وينتقد ما يعتبره ميل الحركات البيئية العالمية الرئيسية لبقاء الأنواع، بينما يتجاهل بشكل فعال قضايا الوقاية من ظاهرة الاحتباس الحراري.

## شمسي
كما يقوم حاليًا بتطوير نظام طاقة حرارية شمسية متعدد الميغاواط للمواقع النائية والبلدان النامية.

## الحياة الشخصية
تشمل رياضاته وهواياته، وتشمل: الغطس الجلدي والغطس والتزلج على الماء التنافسي (صاحب الرقم القياسي الوطني لمرة واحدة في القفز. 1953 ماراثون حدث 7 ساعات 55.5 دقيقة). تزوج في لندن عام 1953 وطلق عام 1968. كان لديه خمس بنات. أسست زوجته الثانية كريس، التي تزوجها عام 1988، مؤسسة «انقاذ صندوق المزرعة» الخيرية في التسعينيات التي اجتاحها الجفاف. في عام 1995 حصلت على لقب مواطنة جولد كوست لهذا العام. حصلت على جائزة كوينزلاند لهذا العام ليوم كوينزلاند في عام 1996 ووصيفة لأسترالية العام، أيضًا في عام 1996. حازت كريس على وسام أستراليا في عام 1997. وأطلق على حديقة في جولد كوست تسمية «كريس يومانس بارك» تكريما لها.